# Nicole Grimaudo
Nicole Grimaudo (Caltagirone, 22 aprile 1980) è un'attrice italiana.
Dopo aver esordito in televisione nell'ultima edizione di Non è la Rai, ha avviato una carriera d'attrice, dividendosi tra produzioni cinematografiche (come Mine vaganti o Buongiorno papà) e serie televisive (R.I.S. - Delitti imperfetti, Medicina generale e il primo episodio de L'ispettore Coliandro).

## Biografia

### Dal 1994 al 2010
Nel 1994, durante un viaggio a Roma per trovare le sorelle stabilitesi lì, decide di partecipare a un provino per Non è la Rai. Debutta così in televisione nel programma pomeridiano di Italia 1 Non è la Rai, divenendo una delle ragazze più amate e conducendo anche alcune puntate in sostituzione di Ambra Angiolini.
Nel 1996 debutta come attrice nella miniserie televisiva Sorellina e il principe del sogno, per la regia di Lamberto Bava. 
Nel 1997 partecipa alla fiction Racket, dove veste i panni di una sedicenne in pericolo, al fianco di Michele Placido.
Nel 1998 il debutto al cinema, nel ruolo della figlia di Luigi Pirandello in Tu ridi, dei fratelli Taviani. Nel 1995 recita ne Il giardino dei ciliegi, regia di Gabriele Lavia, e nel 1999 e nel 2001 in Amadeus, regia di Roman Polański. Lavora in numerose produzioni televisive, come nel telefilm Questa casa non è un albergo (2000), le miniserie TV L'amore oltre la vita, Un posto tranquillo, Il bell'Antonio, con Daniele Liotti, le serie TV: L'ispettore Coliandro, Il bello delle donne e ancora, tra il 2006 e il 2009, l'attrice è la coraggiosa tenente Giordano in R.I.S. - Delitti imperfetti, la premurosa consorte di Gino Bartali, interpretato da Pierfrancesco Favino, ne Gino Bartali - L'intramontabile, diretto da Alberto Negrin, la caposala di Medicina generale, per la regia di Renato De Maria e l'ambizioso magistrato ne Il mostro di Firenze di Antonello Grimaldi.
Nel 2008 ritorna sul grande schermo con Un giorno perfetto, diretto dal regista turco Ferzan Özpetek, dove interpreta il complesso ruolo della moglie di un politico. 
Nel 2009 con Baarìa, regia di Giuseppe Tornatore, presentato alla serata d'apertura della 66ª Mostra internazionale d'arte cinematografica di Venezia. Sempre nel 2009 gira il film di Ferzan Özpetek, Mine vaganti, che la vede protagonista insieme a Riccardo Scamarcio e Alessandro Preziosi, nelle sale nel 2010. Il film di Özpetek sarà l'unica pellicola italiana in concorso al Tribeca Film Festival, dove sarà in lizza per i premi al migliore film, al migliore attore e alla migliore attrice. Torna in televisione nel 2010 nella serie Dov'è mia figlia?, per la regia di Monica Vullo, nella quale è la protagonista femminile nel ruolo di un commissario, Anna, chiamato a indagare sulla scomparsa di una bambina insieme al protagonista maschile Claudio Amendola.

### Anni dal 2011
Nella stagione 2011-2012 è stata la protagonista di tre film per il cinema: Baciato dalla fortuna, diretto da Paolo Costella, insieme a Vincenzo Salemme, Dario Bandiera, Asia Argento e Alessandro Gassmann, L'amore fa male, opera prima di Mirca Viola e nella commedia a episodi Workers di Lorenzo Vignolo, a fianco di Nino Frassica, Paolo Briguglia e Luis Molteni. 
È co-protagonista nel film All'ultima spiaggia, uscito nell'ottobre 2012.
Nel 2013 è sui grandi schermi con il film Buongiorno papà di Edoardo Leo. Nello stesso anno è selezionata come protagonista femminile per la fiction Rai La tempesta, con Giovanni Scifoni e Nino Frassica.
Nel 2014 interpreta la moglie di Alberto Manzi nella fiction Non è mai troppo tardi. 
Nel 2015 è di nuovo sul grande schermo con il film Le leggi del desiderio di Silvio Muccino. 
Dal settembre 2017 viene scelta, insieme a Giorgio Pasotti, come testimonial del Mulino Bianco della Barilla, in sostituzione dell'attore Antonio Banderas.
Nel 2018 è nel cast della serie televisiva Immaturi - La serie, remake del film cinematografico Immaturi, dove interpreta il ruolo di Francesca, una giovane chef di successo in cura per la dipendenza dal sesso.

## Vita privata
Ha due sorelle maggiori, Maria Vittoria e Simona. Ha due figli, Pietro, nato il 21 marzo 2014, e Giulio nato il 07 gennaio 2021, avuti da Francesco, giornalista Rai.

## Filmografia

### Attrice

#### Cinema
- Tu ridi, regia di Paolo e Vittorio Taviani (1998)
- Jolly Blu, regia di Stefano Salvati (1998)
- Ferdinando e Carolina, regia di Lina Wertmüller (1999)
- Liberi, regia di Gianluca Maria Tavarelli (2003)
- Perdutoamor, regia di Franco Battiato (2003)
- Un giorno perfetto, regia di Ferzan Özpetek (2008)
- Baarìa, regia di Giuseppe Tornatore (2009)
- Mine vaganti, regia di Ferzan Özpetek (2010)
- Baciato dalla fortuna, regia di Paolo Costella (2011)
- L'amore fa male, regia di Mirca Viola (2011)
- Workers - Pronti a tutto, regia di Lorenzo Vignolo (2012)
- All'ultima spiaggia regia di Gianluca Ansanelli (2012)
- Buongiorno papà, regia di Edoardo Leo (2013)
- Le leggi del desiderio, regia di Silvio Muccino (2015)
- Diamanti, regia di Ferzan Özpetek (2024)
- Solo mio, regia di Daniel Kinnane e Charles Kinnane (2026)

#### Televisione
- Sorellina e il principe del sogno, regia di Lamberto Bava – miniserie TV (1996)
- Racket, regia di Luigi Perelli – miniserie TV (1997)
- Ultimo, regia di Stefano Reali – miniserie TV (1998)
- Una donna per amico – serie TV (1998)
- L'amore oltre la vita, regia di Mario Caiano (1999)
- Questa casa non è un albergo – serie TV (2000)
- Prigioniere del cuore, regia di Alessandro Capone (2000)
- Il bello delle donne – serie TV (2001)
- Giulio Cesare, regia di Uli Edel – miniserie TV (2002)
- Un posto tranquillo – serie TV (2003)
- L'inganno, regia di Rossella Izzo (2003)
- R.I.S. - Delitti imperfetti – serie TV, 12 episodi (2005)
- Il bell'Antonio, regia di Maurizio Zaccaro – miniserie TV (2005)
- Gino Bartali - L'intramontabile, regia di Alberto Negrin – miniserie TV (2006)
- R.I.S. 2 - Delitti imperfetti – serie TV, 4 episodi (2006)
- L'ispettore Coliandro – serie TV, episodio 1x01 (2006)
- L'ultima frontiera, regia di Franco Bernini (2006)
- Medicina generale – serie TV (2007-2010)
- Il mostro di Firenze, regia di Antonello Grimaldi – miniserie TV (2009)
- Crimini – serie TV, episodio 2x08 (2010)
- Dov'è mia figlia?, regia di Monica Vullo – miniserie TV (2011)
- Non è mai troppo tardi, regia di Giacomo Campiotti – miniserie TV (2014)
- Purché finisca bene - La tempesta, regia di Fabrizio Costa – film TV (2014)
- A testa alta - I martiri di Fiesole, regia di Maurizio Zaccaro – film TV (2014)
- Boris Giuliano - Un poliziotto a Palermo, regia di Ricky Tognazzi – miniserie TV (2016)
- Immaturi - La serie – serie TV (2018)
- Liberi di scegliere, regia di Giacomo Campiotti – film TV (2019)
- Ognuno è perfetto, regia di Giacomo Campiotti – miniserie TV (2019)
- Passeggeri notturni – serie TV, 7 episodi (2020)
- Nero a metà 2 – serie TV (2020)
- Gli orologi del diavolo, regia di Alessandro Angelini – miniserie TV (2020)
- Sul tetto del mondo, regia di Stefano Vicario – docu-drama (2021)
- Tutta colpa della fata Morgana, regia di Matteo Oleotto – film TV (2021)
- Vivere non è un gioco da ragazzi – serie TV (2023)
- Un'estate fa, regia di Davide Marengo e Marta Savina – miniserie TV (2023)
- Maschi veri – serie TV, 5 episodi (2025)

### Doppiatrice
- Marianna Ucrìa, regia di Roberto Faenza (1997)

## Teatro
- Il giardino dei ciliegi, regia di Gabriele Lavia (1995)
- Amadeus, regia di Roman Polański (1999-2001)

## Programmi televisivi
- Non è la Rai (Italia 1, 1994-1995)
- Non era la Rai (Italia 1, 2001)
- Non è la Rai speciale (Happy Channel, 2005)

## Pubblicità
- Mulino Bianco (2017-2021)

## Discografia

### Album
- 2000 - Questa casa non è un albergo

## Riconoscimenti
Nel 2010 vince con Mine vaganti il Premio Anna Magnani come miglior attrice protagonista al Bari International Film Festival. Vince anche il premio della stampa estera Globo d'Oro come attrice rivelazione.
Nel 2010 vince il Premio Afrodite, promosso dall'Associazione Donne dell'Audiovisivo, che ha il doppio intento di promuovere sia la crescita professionale delle donne che lavorano nel settore dell'audiovisivo, che i loro interessi e la loro cultura.